# کارما ریورو
کارما ریورو (به انگلیسی: Karma Revero) یک سدان اسپورت پلاگین هیبریدی لوکس است که در ایالات متحده توسط شرکت آمریکایی کارما آتوموتیو ساخته شده‌است. این یک نسخه اصلاح شده از خودروی فیسکر کارما است. اولین محصول جدید، برای مدل سال ۲۰۱۷، در سپتامبر ۲۰۱۶ عرضه شد.

## زمینه
سلف ریورو اولین بار توسط فیسکر اتوموتیو با نام کارما در سال ۲۰۱۲ معرفی شد. این تنها مدلی بود که فیسکر قبل از از کار افتادن آن در سال ۲۰۱۳ تولید کرد. ابزار فیسکر کارما توسط وانشیانگ در سال ۲۰۱۴ خریداری شد. ابزار از کارخانه در فنلاند به یک کارخانه جدید در دره مورنو، کالیفرنیا، ایالات متحده منتقل شد. در مجموع ۲۶۶۷ فیسکر کارما قبل از توقف تولید ساخته شد. دفتر مرکزی فعلی کارما در ایروین، کالیفرنیا واقع شده‌است.

## تاریخ

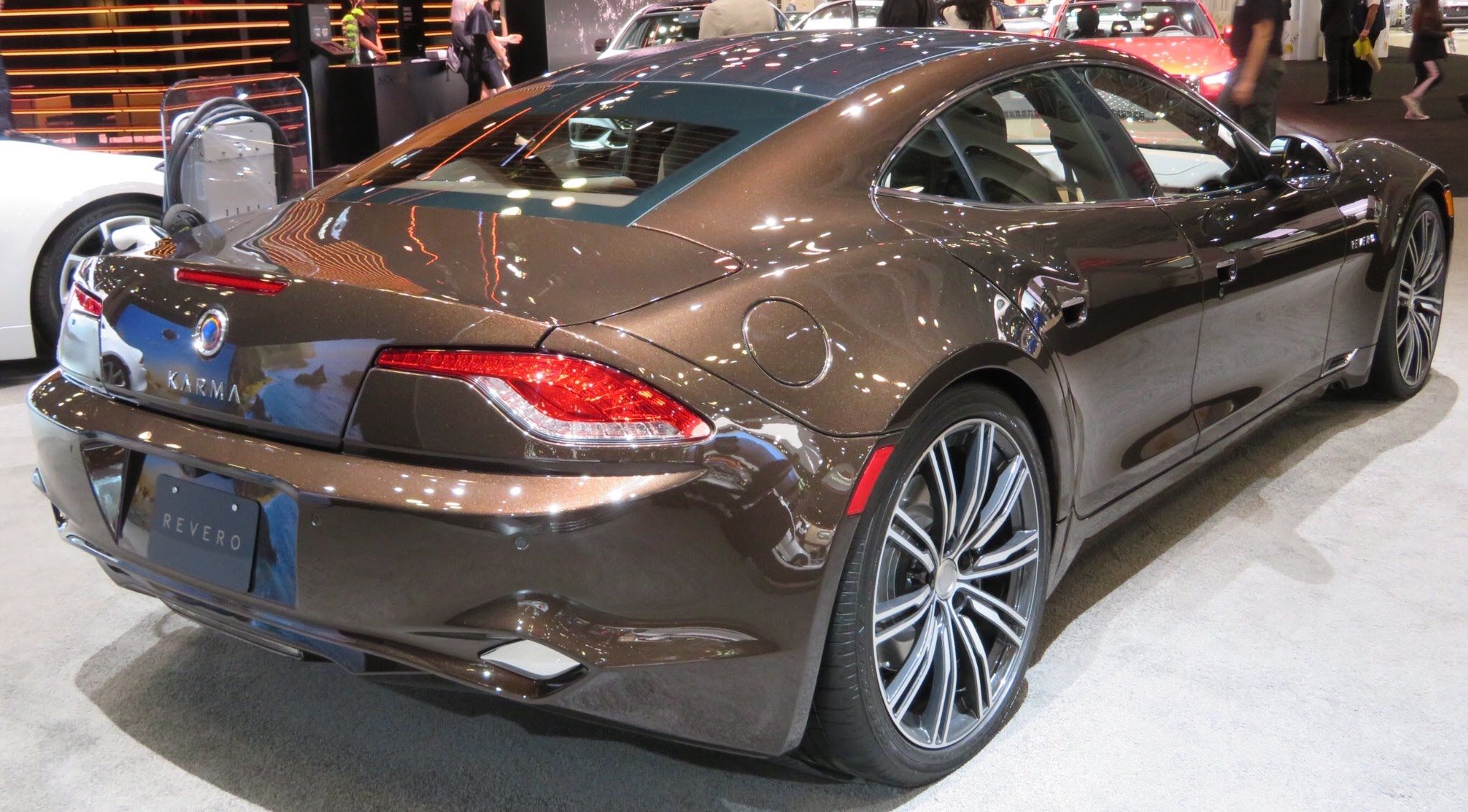
کارما ریورو از عقب

فیسکر کارما توسط کارما اتوموتیو بازطراحی شد و دوباره با نام کارما ریورو معرفی شد. ریورو، ۲۰۱۷ در ۸ سپتامبر ۲۰۱۶ در لاگونا بیچ عرضه شد. نمای بیرونی کارما ریورو شباهت زیادی به فیسکر کارما دارد و طراحی تولید شده توسط هنریک فیسکر را حفظ کرده‌است. خودروی کارما ریورو همچنین برنده جایزه خودروی لوکس سبز سال ۲۰۱۸ از Green Car Journal شد.
در سال ۲۰۱۸، کارما یک بسته رده بالا با تولید محدود، کارما ریورو آلیسو، به نام ساحل کالیفرنیا را معرفی کرد که ۱۵۰۰۰ دلار به قیمت خودرو اضافه می‌کند و در نتیجه یک ماشین با قیمت اولیه ۱۴۵٬۰۰۰ دلار، با تعداد محدود ۱۵ دستگاه تولید می‌شود.
در سال ۲۰۱۹، یک نسخه به روز شده، کارما ریورو جی‌تی، با استفاده از یک موتور سه سیلندر ۱٫۵ لیتری بی‌ام‌و به عنوان افزایش برد به جای موتور محرک جی‌تی مدل قدیمی، فاش شد. پیکربندی موتور جدید در سال ۲۰۲۰ راه اندازی شد و قبلاً از همان موتور بی۳۸ موجود در ب‌ام‌و آی۸ استفاده می‌کرد. شامل تغییرات یک باتری بزرگ‌تر است.

## کارما جی‌اس-۶

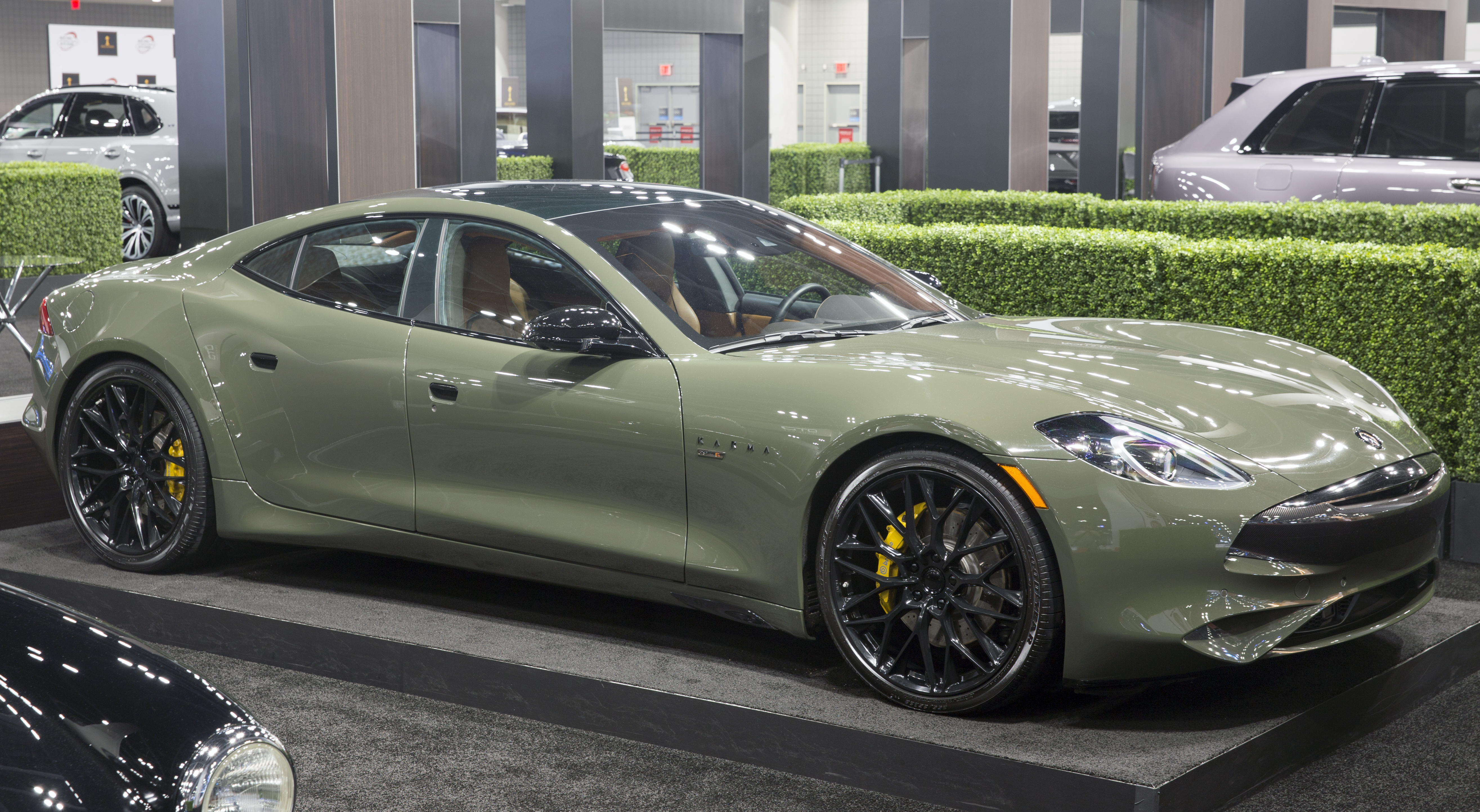
کارما جی‌اس-۶ ۲۰۲۲ در نمایشگاه بین‌المللی خودرو نیویورک

در سال ۲۰۲۱، کارما جی‌اس-۶ معرفی شد. این اساساً نسخه تازه‌سازی شده و ارزان‌تری از کارما ریورو پلاگین هیبریدی (یا یک وسیله نقلیه طولانی‌مدت) است که قیمت پایه آن بین ۸۰ تا ۹۰ هزار دلار است. ظرفیت باتری ۲۸ کیلووات ساعت باقی می‌ماند. طبق گفته سازنده، محدوده تمام الکتریکی «تا» ۸۰ مایل (۱۳۰ کیلومتر) است، پس از آن وسیله نقلیه به آرامی به قدرت بنزین می‌رود.
یک نسخه تمام الکتریکی به نام جی‌اس‌ای-۶ نیز معرفی شد.